# Francisco Jambrina
Francisco Jambrina Sastre (Arcenillas, Zamora; 1941) ingeniero agrónomo, funcionario y político español que en la actualidad está jubilado. Ocupó diversos puestos de responsabilidad, entre los que destacan los de gerente del Plan de Tierra de Campos (1974), primer alcalde de la democracia en Palencia (1979-1987), procurador en las Cortes de Castilla y León (1987-2007), consejero de Medio Ambiente de la Junta de Castilla y León (1991-1999) y vicepresidente de las Cortes de Castilla y León (1999-2003).
Está casado y es padre de tres hijos. Es ingeniero agrónomo en la especialidad de Mejora Rural y Maquinaria Agrícola por la Escuela Técnica Superior de Ingenieros Agrónomos de Madrid. Fue Ingeniero Adjunto a la Gerencia del Plan de Tierra de Campos desde 1969 hasta 1974. Gerente del Plan de Tierra de Campos desde 1979 hasta 1980. Funcionario del Ministerio de Agricultura, Pesca y Alimentación desde 1974 y posteriormente funcionario de la Junta de Castilla y León con destino en el Servicio Territorial de Economía en Palencia.

## Trayectoria política
Fue subdelegado de la Gran Área de Expansión Industrial de Castilla y León en Palencia en 1980, alcalde de dicha ciudad en el período comprendido entre 1979 a 1983 y consejero de Medio Ambiente y Ordenación del Territorio desde 1991 a 1999.
Formó parte de las siguientes comisiones en las Cortes de Castilla y León:
- Comisión de Agricultura y Ganadería.
- Comisión de Economía, Empleo, Industria y Comercio (presidencia).
- Comisión de Estatuto (vicepresidencia).
- Comisión de Transportes e Infraestructuras.
- Comisión No Permanente para el estudio de Reforma del Estatuto de Autonomía.
- Comisión No Permanente para las Políticas Integrales de la Discapacidad.